# Dicranomyia bicinctipes
Dicranomyia bicinctipes är en tvåvingeart som beskrevs av Enrico Adelelmo Brunetti 1912. Dicranomyia bicinctipes ingår i släktet Dicranomyia och familjen småharkrankar. Inga underarter finns listade i Catalogue of Life.